# Bistorta elliptica
Bistorta elliptica är en slideväxtart som först beskrevs av Carl Ludwig von Willdenow och Spreng., och fick sitt nu gällande namn av Vladimir Leontjevitj Komarov. Bistorta elliptica ingår i släktet ormrötter, och familjen slideväxter. Inga underarter finns listade i Catalogue of Life.